# Ulemosaurus
Genre
Espèces de rang inférieur
- † Ulemosaurus svijagensis Riabinin, 1938 (espèce type)[1]
- † Ulemosaurus gigas Efremov, 1954

Ulemosaurus est un genre éteint de grand thérapsides dinocéphales herbivores ayant vécu durant le milieu du Permien, il y a entre 265 à 260 millions d'années et dont les fossiles ont été Isheevo dans le Tatarstan, en actuelle Russie.

## Description

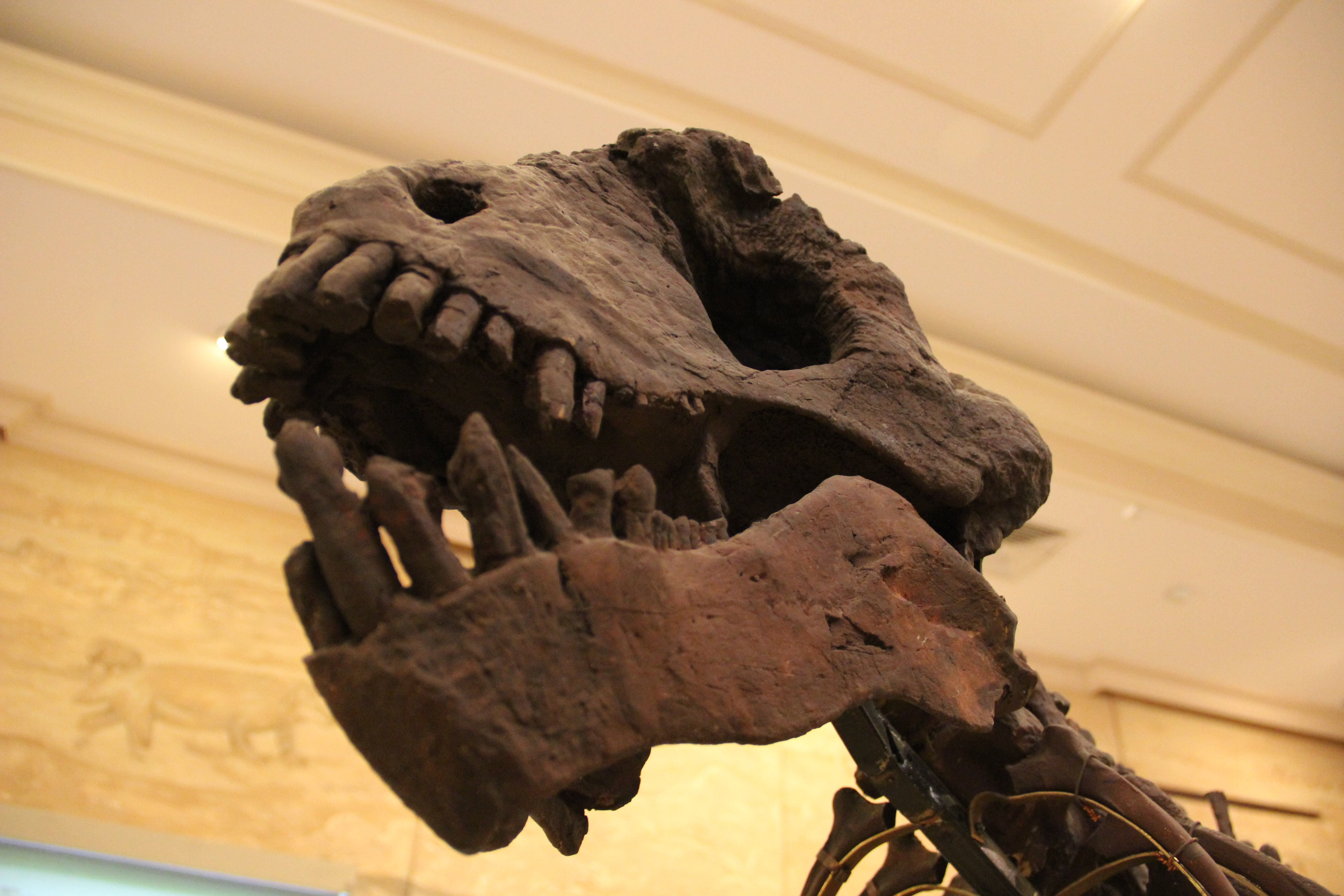
Crâne fossilisé d'Ulemosaurus svijagensis.

Seuls plusieurs squelettes et crânes partiels ont été trouvés. Les os du crâne sont extrêmement denses : environ 10 centimètres au plus épais. Cet épaississement est peut-être lié à un comportement de coup de tête, comme le suggèrent certains chercheurs. L'espèce est considérée comme un herbivore, mais comme la mandibule est fortement construite, certains paléontologues la considèrent comme un carnivore, l'espèce pouvant utiliser la puissance musculaire pour couper ses proies avec ses incisives.

## Classification

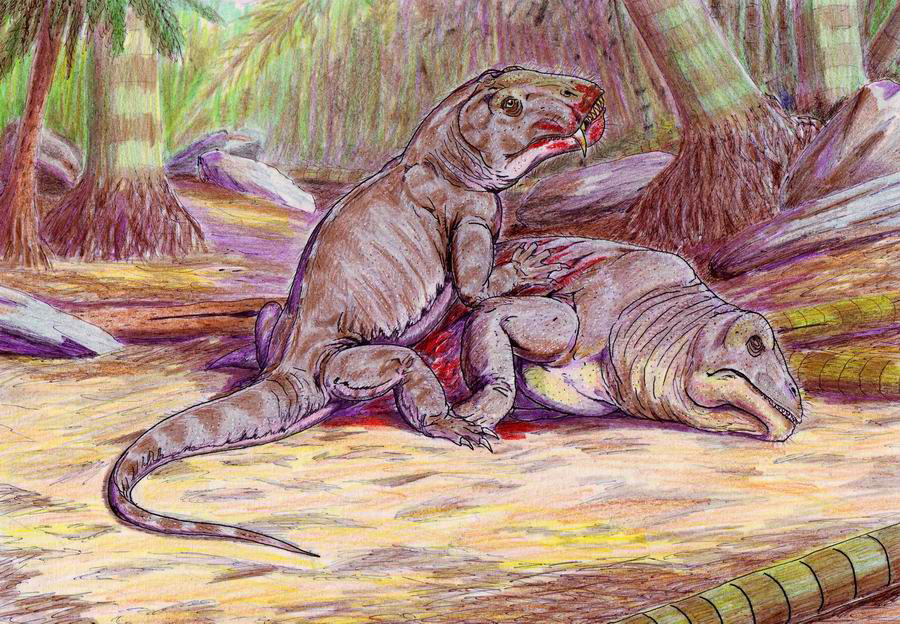
Reconstitution par Dimitri Bogdanov d'un Titanophoneus en train de dévorer un Ulemosaurus.

Ulemosaurus est une grande forme de type Moschops de Russie ; il est probablement assez similaire pour être inclus comme espèce distincte de Moschops. Malgré ses caractéristiques avancées, il a vécu un peu avant les formes du Karoo, montrant que les Moschopines, et en fait les Tapinocephalidae en général, avaient déjà atteint leur apogée au début de l'époque capitanienne.